# 萊恩維茨湖
53°41′57″N 12°2′20″E / 53.69917°N 12.03889°E

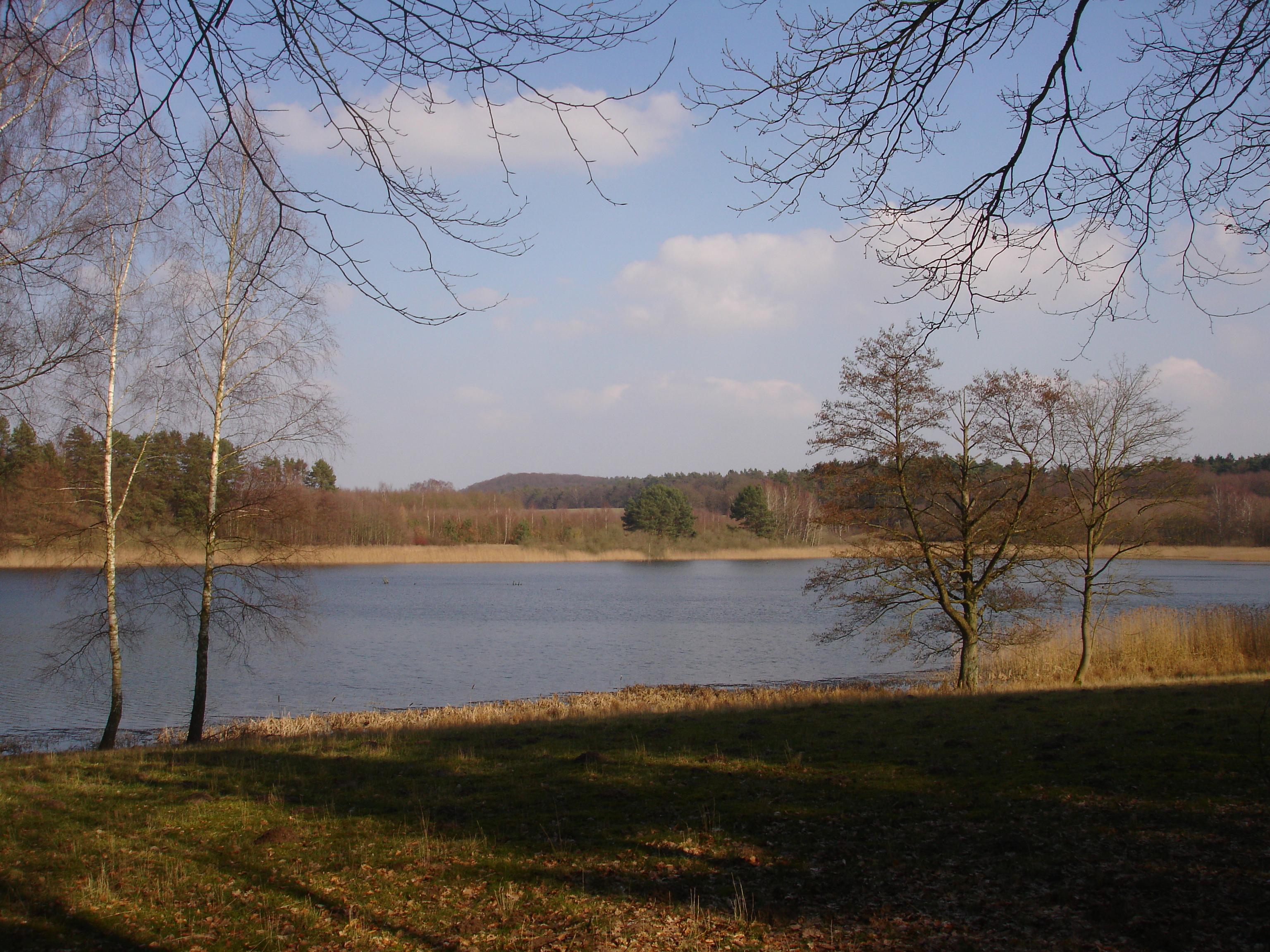

萊恩維茨湖（德語：Lähnwitzsee），是德國的湖泊，位於該國東北部，由梅克倫堡-前波美拉尼亞州負責管轄，處於羅斯托克縣，長0.7公里、寬0.4公里，面積0.57平方公里，海拔高度48米。